# نيل كوبر (موسيقي)
نيل كوبر (بالإنجليزية: Neil Cooper)‏ هو موسيقي بريطاني، ولد في 1 أغسطس 1973 في دربي في المملكة المتحدة.